# Eva Stauch
Eva Stauch ist eine deutsche Mittelalterarchäologin.

## Leben
Eva Stauch studierte an der Universität Würzburg, wo sie 1991 den M.A. erwarb und 1998 zum Dr. phil. promoviert wurde. Sie ist seit 2006 Professorin für Ur- und Frühgeschichte mit den Schwerpunkten Frühgeschichte und Archäologie des Mittelalters an der Universität Münster.
Ihre Forschungsschwerpunkte sind Sozialgeschichte, Migrations- und Akkulturationsforschung, Kulturanthropologie, Chronologie und Mittelalterarchäologie.

## Schriften (Auswahl)
- Merowingerzeitvertreib? Spielsteinbeigabe in Reihengräbern. Habelt, Bonn 1994, ISBN 3-7749-2676-X.
- Wenigumstadt. Ein Bestattungsplatz der Völkerwanderungszeit und des frühen Mittelalters im nördlichen Odenwaldvorland. Habelt, Bonn 2004, ISBN 3-7749-3208-5 (Dissertation).